# De Tomaso Pantera
De Tomaso Pantera — середньомоторний спортивний автомобіль італійської компанії De Tomaso, яку виготовляли у двох серіях впродовж 1971—1993 років у кількості 7260 машин. Наймасовіша модель компанії.

## Історія

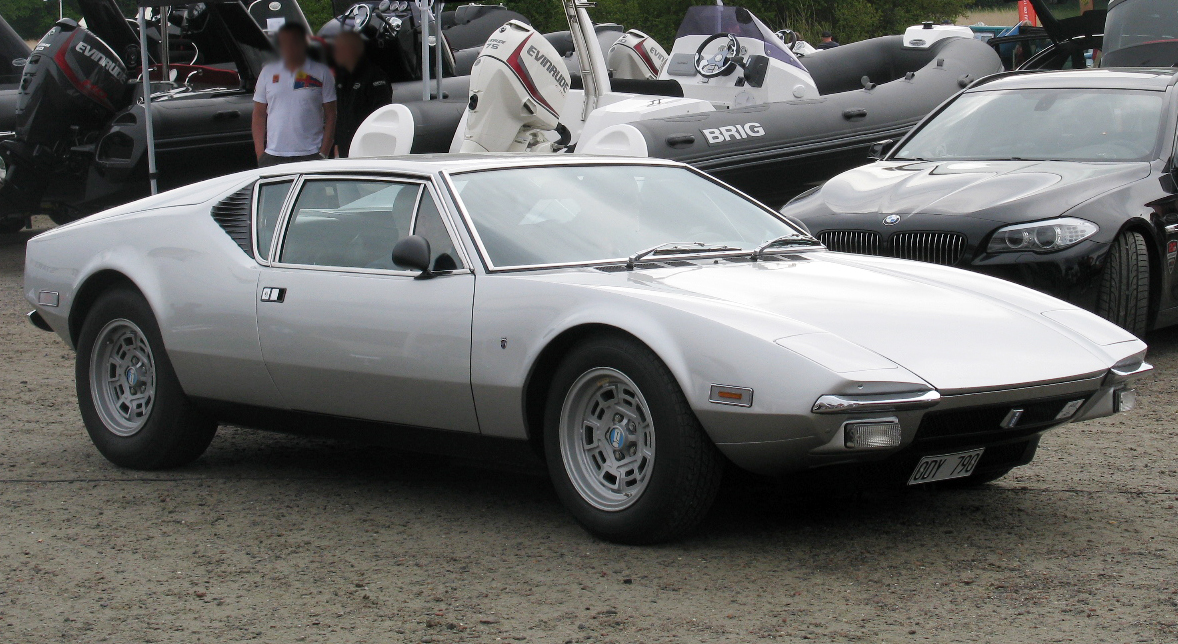
De Tomaso Pantera (1972)

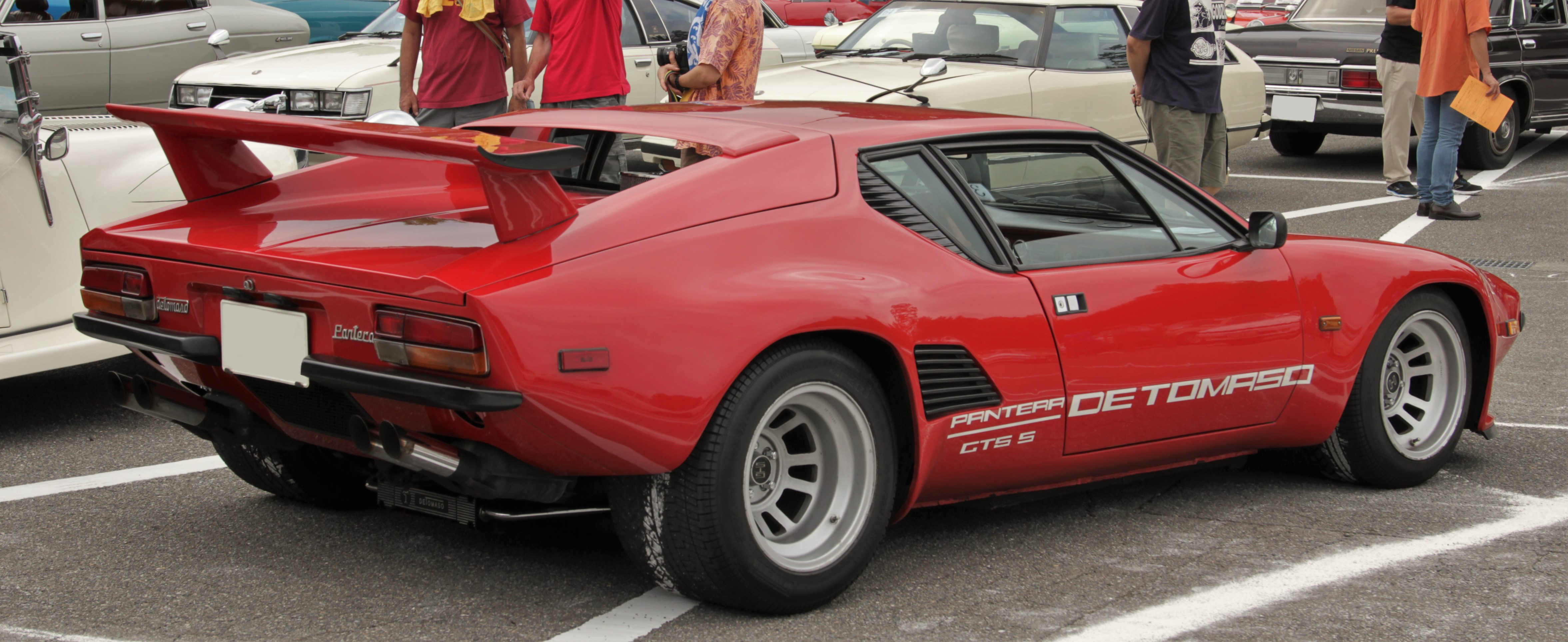
De Tomaso Pantera GT5-S

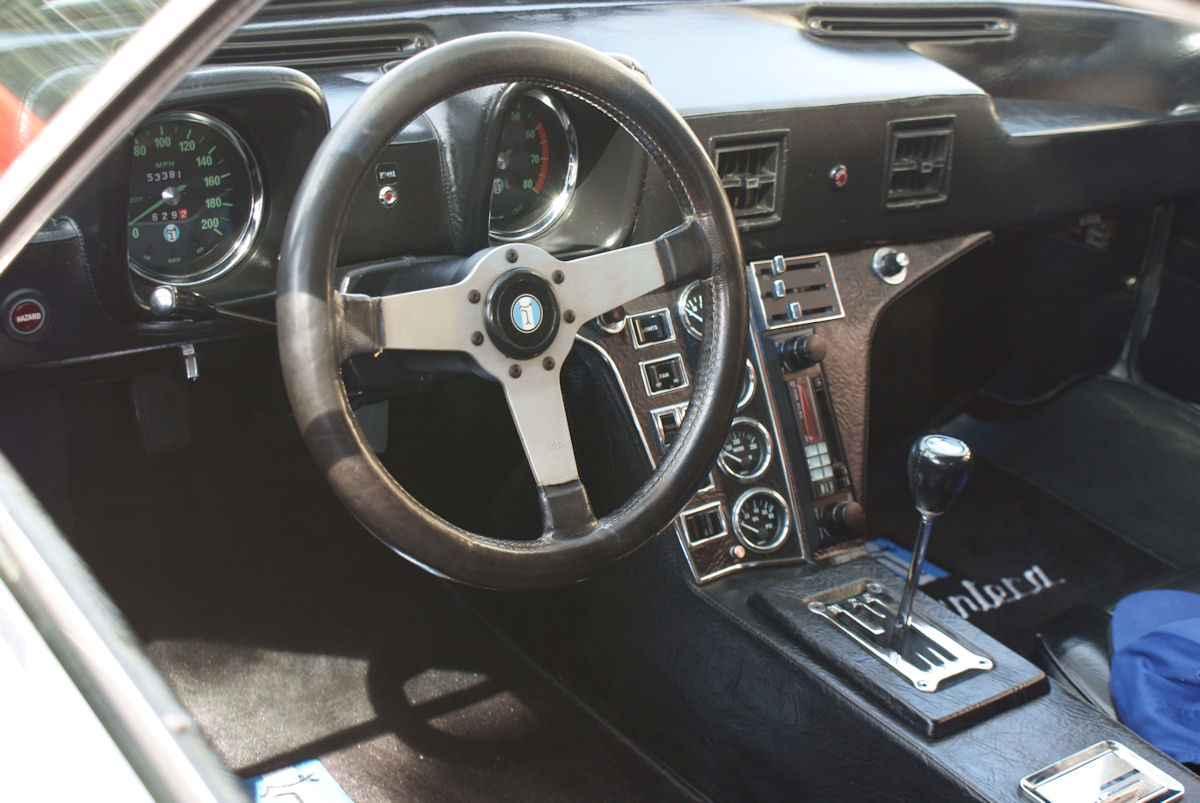

Модель Pantera розробили на заміну моделі Mangusta при співпраці з компанією Ford в розрахунку на ринок США. Її презентували у березні 1970 на Нью-Йоркському автосалоні. Вона призначалась для ринку США, де її продажем через дилерську мережу займалась компанія Ford Motor Company. Початок продажів був доволі успішним з продажем 2669 машин (1970), 2506 (1972), 1604 (1973), коли за день виготовляли до трьох машин Pantera. Ford припинив 1975 продажі машин. Через нафтову кризу 1973 року і подорожчання пального продажі значно впали. Дилери Ford Motor Company продали близько 5500 машин і в 1975 році експорт машин було зупинено. До кінця 1970-х років компанія De Tomaso за рік виробляла до 50 машин усіх моделей.

## Конструкція

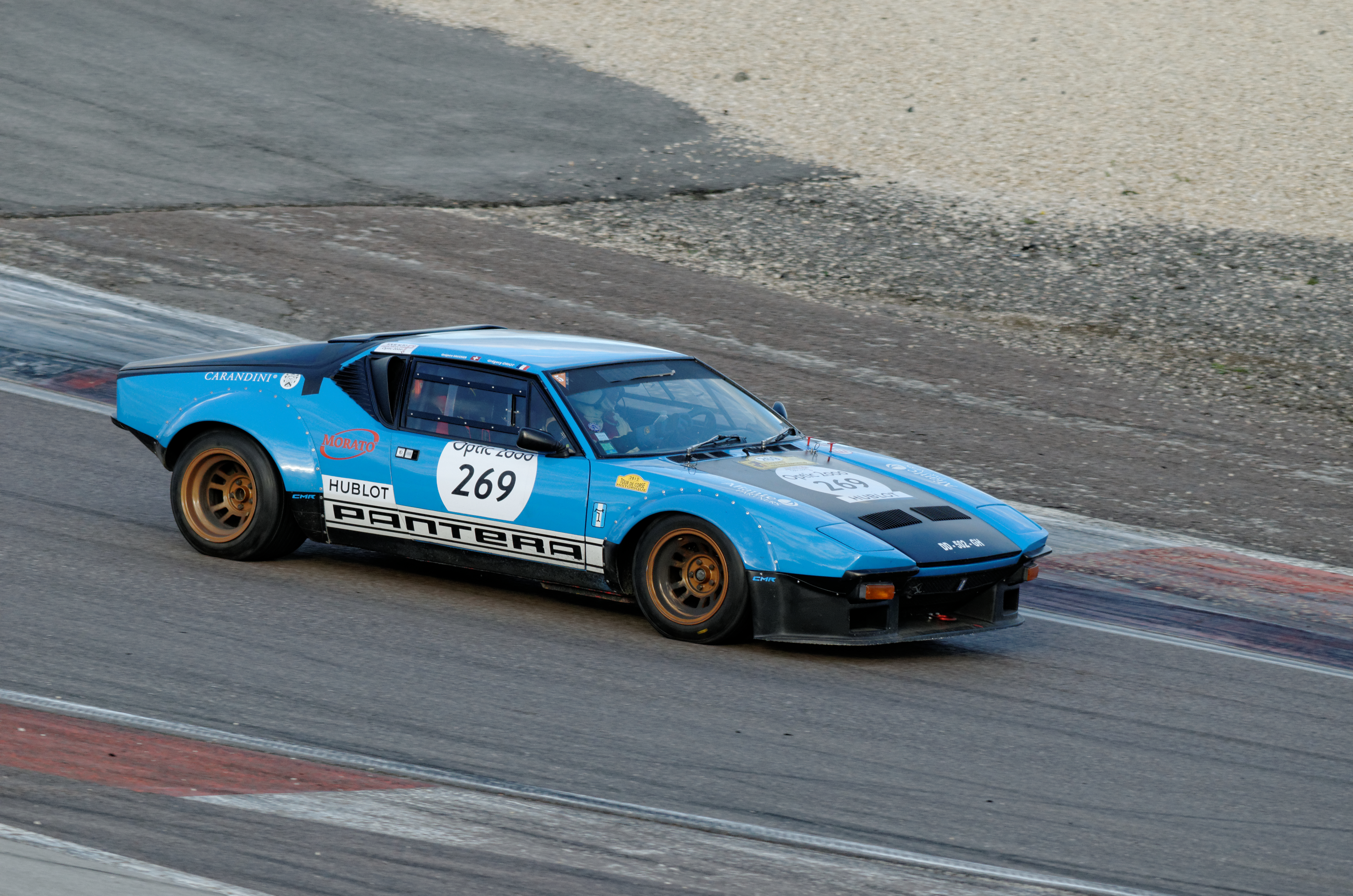
De Tomaso Pantera на перегонах 2014

Несучий кузов типу монокок розробив Джіан Паоло Даллара. Кузов отримав гарний розподіл мас між осями (57 % на задню вісь), великий багажник, але передні сидіння були розраховані на людей ростом до 183 см. Pantera першою серед моделей De Tomaso тримала у стандартній комплектації кондиціонер, електричні склопідіймачі. На модель встановлювали мотор об'ємом 5769 см³, потужністю 330 к.с.
Том Тьярд (англ. Tom Tijard) з приналежної компанії Форд дизайнерської компанії Carrozzeria Ghia SpA розробив 1969 дизайн прототипу кузова, який виробляла компанія Vignale (6.380 кузовів, 1971—1974; 125 поміж 1974—1976). Після розриву 1974 з Форд кузови виробляли Carrozzeria Maggiora з Турину (74 кузови 1977—1978), з 1979 туринська Carrozzeria Embo (463 кузови, 1979, 1990).

### De Tomaso Pantera GTSi
Другу серію моделі випустили впродовж 1990—1993 років у кількості 41 машини. Модель презентували 1990 на Туринському автосалоні. Кузов спроектував Марчелло Гандіні. На ній встановили V8-мотор об'ємом 5,0 літрів, потужністю 305 к.с., запозичений з Ford Mustang.

## Двигуни
- 4.9 L Ford 302 V8 305 к.с. (Pantera SI)
- 5.8 L Ford Cleveland V8 330 к.с. 466 Нм
- 5.8 L Ford Windsor V8 (1988-1990)